# Illrain
illrain (イルレイン、1998年6月4日生まれ）は、日本のトラックメイカー、ビートメーカー。
山口県防府市出身。

## 来歴
2019年からトラックメイカーのキャリアをスタート。
2020年10月にリリースされた１st アルバム【ill world】はonly Uやweek dudusなどの若手アーティストを客演に呼び話題となった。1stアルバムにもかかわらず、Apple Musicのカバーに選ばれるなど、注目を集める。

## 作品
https://ototoy.jp/_/default/a/727175
| iTunes、Spotifyなど |

| iTunes、Spotifyなど |

| iTunes、Spotifyなど |